# برگی از جنون
برگی از جنون (狂った一頁 Kurutta Ippēji or Kurutta Ichipeiji) یک فیلم صامت تجربی سینمای ژاپن به کارگردانی تینوسوکه کینوگاسا است که در سال ۱۹۲۶ منتشر شد. از بازیگران آن می‌توان به ماسائو اینوئه اشاره کرد. فیلم، شاهکاری از سینمای صامت ژاپن است و آن را پیش‌گویی هنری نظریه‌های روان‌کاوانهٔ مدرن و پیشگام درام‌های معاصر دانسته‌اند.
فیلم که برای مدت چهل و پنج سال مفقود شده بود، در سال ۱۹۷۱ میلادی توسط کینوگازا در انبار خانه‌اش، دوباره پیدا شد.: ۴۲  فیلم محصول یک گروه پیشرو از هنرمندان ژاپن است که با عنوان shinkankakuha (یا مدرسهٔ احساسات جدید) شناخته می‌شدند.: ۱۲ : ۵۹ 
داستان اصلی فیلم به یاسوناری کاواباتا، برندهٔ جایزه نوبل ادبیات سال ۱۹۶۸ میلادی نسبت داده می‌شود. او اغلب به عنوان فیلم‌نامه‌نویس این فیلم ذکر شده است و نسخهٔ فیلم‌نامه، در آثار کامل او به چاپ رسیده است. اما در حال حاضر زمینه یا طرح راهنمای این فیلم صامت (سناریو)، یک همکاری مشترک بین کاواباتا، کینوگاسا، بانکو ساوادا، و مینُرو اینوزوکا محسوب می‌شود.: ۲۶–۳۳ 

## خلاصه داستان

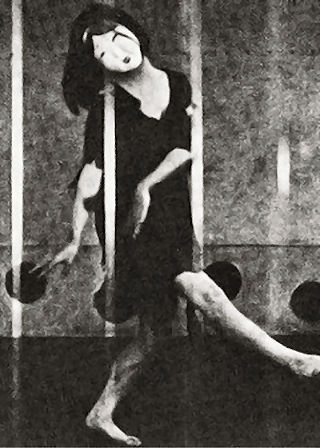
آیاکو ایجیما در برگی از جنون.

مرد پایه سن گذاشته‌ای (ماسائو اینوئه) در یک آسایشگاه روانی کار می‌کند که همسرش (یوشی ناکاگاوا) نیز آنجا بستری است. دخترشان (آیاکو ایجیما) به دیدار مادر می‌آید ولی نمی‌تواند با والدینش رابطه برقرار کند. مرد مشتاقانه روزهای یگانگی اعضاء خانواده و حادثه‌ای را که باعث جنون همسرش شد به یاد می‌آورد: زن کوشید خود را همراه نوزاد پسرش غرق کند و دختر مداخله کرد و جان او را نجات داد. با این همه بچه از دست رفت. مرد می‌کوشد زنش را نجات دهد؛ اما زن ترجیح می‌دهد محبوس بماند.

## بازیگران
- ماسائو اینوئه در نقش نگهبان
- آیاکو ایجیما در نقش دخترنگهبان
- یوشی ناکاگاوا در نقش زن نگهبان
- هیروشی نِمُتو
- میسائو سِکی در نقش پزشک
- مینُرو تاکاسه در نقش بیمار A
- اِیکو می‌نامی در نقش رقصنده
- کیوسوکه تاکاماتسو در نقش بیمار B
- تِتسو تسوبوی در نقش بیمار C
- شینتارو تاکیوچی در نقش پسر دربان